# توماس إي. روان
توماس إي. روان (بالإنجليزية: Thomas E. Rowan)‏ هو سياسي أمريكي، ولد في 1842، وتوفي في 1901.